# バーバラ・アンダーソン (女優)
バーバラ・アンダーソン（Barbara Anderson、1945年11月27日 - ）は、アメリカ合衆国の女優。

## 出演作品
- 帰って来た鬼警部アイアンサイド
- 地下室の魔物
- サイボーグ大作戦（600万ドルの男）
- 死の透視／爆弾魔を追う超能力教授
- 鬼警部アイアンサイド シーズン1-5（イブ〈声：山東昭子〉）
- スパイ大作戦（ミミ・デイビス）
- 宇宙大作戦 シーズン1「殺人鬼コドス（The Conscience of the King）」（レノア〈声：渡辺知子〉）